# Raymond Jordan
 (janvier 2022).
Raymond Jordan, dit Idiota, né au XIVe siècle et mort vers 1389, est un religieux et écrivain français.

## Biographie
Raymond Jordan entre très jeune au prieuré Saint-Nicolas de Campagnac, vers le milieu du XIVe siècle, sous le prieur inconnu qui succéda à Michel de Cazaliers. Moine de l'ordre de Saint Augustin, prévôt de l'église d'Uzès, puis abbé de l'abbaye Notre-Dame-la-Blanche de Selles-sur-Cher et écrivain mystique, il rédige un manuscrit en latin publié sous le titre Idiotae contemplationes en 1519 à l'initiative du théologien Jacques Lefèvre d'Étaples, et traduit en français sous le titre Les contemplations de Marie, par Guillaume Briçonnet à Paris en 1522. Ce n'est que plus tard que son identité fut découverte par le jésuite lyonnais Théophile Raynaud (1583-1663) qui en donna deux éditions : à Lyon en 1632 et à Paris en 1654 sous le titre de Idiotæ Opera omnia.
Cet ouvrage sera une source d'inspiration pour Marguerite de Navarre à qui Briçonnet les a donné à lire, et le sera également pour l’Imitatio Christi un demi siècle plus tard, qui le fera tomber dans l'oubli.